# Lagtima riksdagen 1919
Lagtima riksdagen 1919 ägde rum i Stockholm.
Riksdagens kamrar sammanträdde i riksdagshuset den 10 januari 1919. Riksdagsarbetet inleddes ceremoniellt genom riksdagens högtidliga öppnande i rikssalen på Stockholms slott den 11 januari. Första kammarens talman var Hugo Hamilton (oberoende konservativ), andra kammarens talman var Herman Lindqvist (SAP). Riksdagen avslutades den 20 juni 1919.
Riksdagen beslutade den 24 maj 1919 att införa kvinnlig rösträtt i Sverige, vilket tillämpades första gången i andrakammarvalet 1921.